# IC 655
IC 655 је спирална галаксија у сазвјежђу Лав која се налази на листи објеката дубоког неба у Индекс каталогу.
Деклинација објекта је - 0° 21' 56" а ректасцензија 10h 54m 22,1s. Привидна величина (магнитуда) објекта IC 655 износи 14,5 а фотографска магнитуда 15,3. IC 655 је још познат и под ознакама CGCG 10-42, PGC 32758.